# Yaguacire
Yaguacire är en ort i Honduras.   Den ligger i departementet Departamento de Francisco Morazán, i den sydvästra delen av landet, 7 km söder om huvudstaden Tegucigalpa. Yaguacire ligger 1 030 meter över havet och antalet invånare är 1 449.
Terrängen runt Yaguacire är huvudsakligen kuperad. Yaguacire ligger nere i en dal. Runt Yaguacire är det ganska glesbefolkat, med 31 invånare per kvadratkilometer. Närmaste större samhälle är Tegucigalpa, 7,3 km norr om Yaguacire. 